# Proceratophrys laticeps
Proceratophrys laticeps es una especie de anfibio anuro de la familia Odontophrynidae.
Se encuentra en el este de Brasil.
Está amenazada de extinción por la pérdida de hábitat natural.